# Paweł Phạm Khắc Khoan
Paweł Phạm Khắc Khoan (wiet. Phaolô Phạm Khắc Khoan) (ur. ok. 1771 r. w Wietnamie – zm. 28 kwietnia 1840 r. w Ninh Bình w Wietnamie) – ksiądz, męczennik, święty Kościoła katolickiego.
Paweł Phạm Khắc Khoan po przyjęciu święceń kapłańskich pracował w Kẻ Vĩnh i Phúc Nhạc. Ponadto co miesiąc odwiedzał wspólnoty w Đông Biên i Tôn Đạo. Udając się tam zabierał ze sobą katechistów, by pomagali mu w pracy duszpasterskiej. W 1837 r., gdy był już w drodze powrotnej razem z katechistami Piotrem Nguyễn Văn Hiếu i Janem Chrzcicielem Đinh Văn Thanh zostali aresztowani. W okresie więzienia byli poddawani torturom. Prześladowcom nie udało się skłonić ich do wyrzeczenia się wiary. Zostali ścięci 28 kwietnia 1840 r.
Dzień wspomnienia obchodzone jest w Kościele katolickim w dzienną rocznicę śmierci, a w grupie 117 męczenników wietnamskich wspominany jest 24 listopada.
Beatyfikowany 27 maja 1900 r. przez Leona XIII. Kanonizowany przez Jana Pawła II 19 czerwca 1988 r. w grupie 117 męczenników wietnamskich.